# Oldřich Martinů
Oldřich Martinů (* 16. September 1965 in Humpolec, Tschechoslowakei) war von 2011 bis 2015 tschechischer Polizeipräsident und ist seit dem 1. November 2011 stellvertretender Direktor von Europol. Er leitet das Governance Departement und damit die Unterabteilungen Cabinet (G1), Corporate Services (G2) und Security (G5).

## Werdegang
1984 leistete Martinů seinen Wehrdienst ab. Anschließend besuchte er die Polizeischule in Prag und schloss sie 1986 erfolgreich ab. Er nahm seinen aktiven Dienst in Budweis (České Budějovice) auf, wechselte aber schon wenige Monate später zur Bereitschaftspolizei in Prag. 1988 bis 1990 studierte er an der Hochschule der Polizeiverwaltung und wechselte zur Kriminalpolizei in die Abteilung für Gewaltverbrechen.
Von 1990 bis 1995 studierte Martinů an der Karls-Universität Prag Jura und schloss mit einem Magister ab. 1996 wurde er zum Polizeirat befördert und leitete die Abteilung ‚Organisiertes Verbrechen‘. 1997 bis 1999 leitete Martinů das Nationale Zentralbüro von Interpol in Prag. 1999 bis 2002 leitete er die Polizeikräfte in Mittelböhmen und wurde 2002 zum stellvertretenden Polizeipräsidenten von Tschechien ernannt.
Am 1. Juni 2007 wurde Martinů zum Präsidenten der tschechischen Polizei ernannt. Mit dem Wechsel des tschechischen Innenminister in 2010 begann eine Auseinandersetzung mit Minister Radek John. John hatte Martinů zu große Nähe zur Politik vorgeworfen. Oldřich Martinů musste nach einer Regierungskrise zwar am 31. Dezember 2010 sein Amt verlassen, wurde zum Ausgleich von Staatspräsidenten Václav Klaus mit der silbernen Verdienstmedaille verabschiedet. Sein Wechsel zu Europol wurde von der tschechischen Regierung protegiert.
Im Rahmen seiner Aufgaben vertrat Martinů Tschechien seit 2002 bei Interpol und von 2004 bis 2007 auch bei Europol. Des Weiteren vertrat er Tschechien auch bei der European Police Chiefs Task Force, der er vom 1. Februar 2009 bis zum 30. Juni 2009 auch vorsass. Fortbildungen brachten Martinů 2000 bis 01 an die Europäische Polizeiakademie und 2006 zum FBI-Kurs am National Executive Institute in Quantico.
Martinů ist verheiratet und Vater von zwei Töchtern.